# Centrale des Rapides-des-Îles
La centrale des Rapides-des-Îles est une centrale hydroélectrique et un barrage d'Hydro-Québec érigés sur la rivière des Outaouais, à Saint-Eugène-de-Guigues, dans la région administrative de l'Abitibi-Témiscamingue, au Québec.
Cette centrale, d'une puissance installée de 147 MW, a été mise en service en 1966.